# Повіт Нандзьо
Пові́т Нандзьо́ (яп. 南条郡, なんじょうぐん, МФА: [nand͡ʑoː guɴ]) — повіт в префектурі Фукуй, Японія.